# Culex bidens
Culex bidens är en tvåvingeart som beskrevs av Dyar 1922. Culex bidens ingår i släktet Culex och familjen stickmyggor. Inga underarter finns listade i Catalogue of Life.